# Джанерян, Карлос Гургенович
Карло́с Гурге́нович Джанеря́н (арм. Կառլոս Ջաներյան; род. 10 мая 1932, Ленинакан, Армянская ССР) — советский боксёр, серебряный призёр чемпионата Европы (1955). Мастер спорта СССР (1955). Заслуженный тренер Армянской ССР (1970). Почётный работник физической культуры и спорта Армении (2017).

## Биография
Родился 10 мая 1932 года в Ленинакане (ныне Гюмри).
В 1947 году переехал в Ереван, где начал заниматься боксом под руководством Вардана Оганесяна. В 1955 году был включён в состав сборной СССР на чемпионате Европы в Западном Берлине. Выиграв три боя у соперников из Турции, Италии и ГДР, смог дойти до финала этих соревнований, где уступил известному польскому боксёру Збигневу Петшиковскому.
В 1961 году Карлос Джанерян завершил свою спортивную карьеру. В 1962—1967 годах работал в управлении уголовного розыска МВД, а в 1967—1977 и 1986—1996 годах в Спорткомитете Армении.
С 1996 по 2007 год преподавал в Армянском государственном институте физической культуры, ему было присвоено учёное звание доцент.